# Qira (Salfit)
Qira (àrab: قيره, Qīra) és una vila palestina de la governació de Salfit, a Cisjordània, 19 kilòmetres al sud-oest de Nablus. Segons l'Oficina Central Palestina d'Estadístiques tenia 1.143 habitants el 2007.